# Paul Berg (riksdagsman)
Paul Berg, född 9 februari 1806 i Uddevalla församling, Göteborgs och Bohus län, död där 22 februari 1879, var en svensk handlare och riksdagsman.
Paul Berg verkade som handlande i Uddevalla stad. Han var riksdagsman i borgarståndet för staden vid riksdagarna 1844/45, 1850/51, 1853/54, 1856/58 och 1859/60. Vid riksdagarna 1844/45 och 1853/54 företrädde han även Marstrands stad, vid riksdagarna 1850/51 och 1856/58 även Strömstads stad och 1859/60 även Mariestads stad.
Han var bland annat ledamot i bevillningsutskottet vid riksdagarna 1844/45, 1850/51 och 1859/60, statsutskottet vid samtliga bevistade riksdagar, lagutskottet vid riksdagarna 1844/45 och 1859/60 och i bankoutskottet vid riksdagarna 1844/45, 1853/54, 1856/58 och 1859/60.